# Aeroportul Internațional King Hussein
Aeroportul Internațional King Hussein (IATA: AQJ, ICAO: OJAQ) este un aeroport din Aqaba, Guvernoratul Aqaba, Iordania ce deservește zona Aqaba. A fost deschis în 1972 și numit după Hussein al Iordaniei.
Situat la o altitudine de 53 m, aeroportul dispune de o singură pistă.